# Brenskea coronata
Brenskea coronata är en skalbaggsart som beskrevs av Edmund Reitter 1891. Brenskea coronata ingår i släktet Brenskea och familjen Hybosoridae. Inga underarter finns listade.